# 阿利克桑
阿利克桑（法語：Alixan，法語發音：[aliksɑ̃]）是法国德龙省的一个市镇，属于瓦朗斯区。

## 地理
阿利克桑（44°58'30"N, 5°1'39"E）面积28.28 平方千米，位于法国奥弗涅-罗讷-阿尔卑斯大区德龙省，该省份为法国东南部内陆省份，北起顺时针与伊泽尔省、上阿尔卑斯省、上普罗旺斯阿尔卑斯省、沃克吕兹省和阿尔代什省接壤。
与阿利克桑接壤的市镇（或旧市镇、城区）包括：贝赛、佩阿日堡、沙尔佩、伊泽尔河畔新堡、沙蒂藏日-勒古贝、蒙泰利耶、圣马塞尔莱瓦朗斯、瓦朗斯。

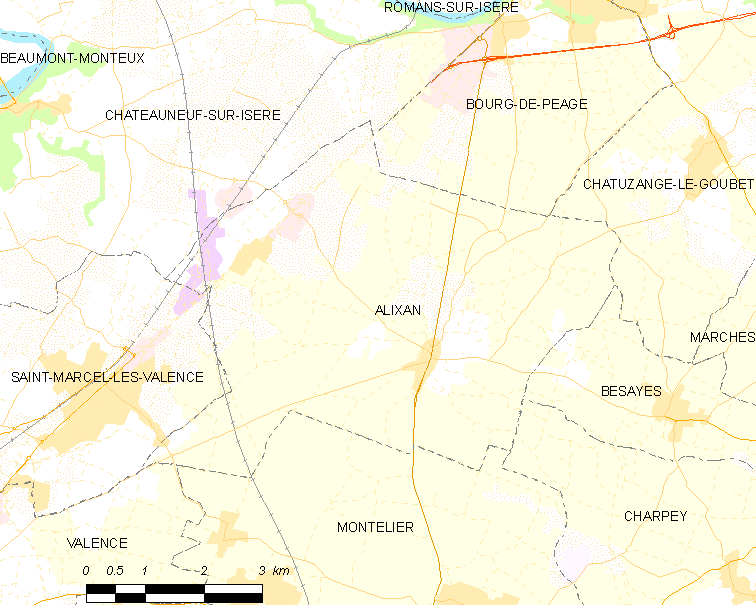
阿利克桑的OSM定位图

阿利克桑的时区为UTC+01:00、UTC+02:00（夏令时）。

## 行政
阿利克桑的邮政编码为26300，INSEE市镇编码为26004。

## 政治
阿利克桑所属的省级选区为佩阿日堡县。

## 人口

1962-2008年间阿利克桑人口变化图示

阿利克桑于2022年1月1日时的人口数量为2698人。